# Goera morsei
Goera morsei är en nattsländeart som beskrevs av Yang och Armitage 1996. Goera morsei ingår i släktet Goera och familjen grusrörsnattsländor. Inga underarter finns listade i Catalogue of Life.